# الدیلسنور
الدیلسنور (به اسپانیایی: Aldealseñor) یک شهرستان در اسپانیا است که در سریا واقع شده‌است.